# Cantone di Condat
Il Cantone di Condat era una divisione amministrativa dell'arrondissement di Saint-Flour.
A seguito della riforma approvata con decreto del 13 febbraio 2014, che ha avuto attuazione dopo le elezioni dipartimentali del 2015, è stato soppresso.

## Composizione
Comprendeva i comuni di
- Chanterelle
- Condat
- Lugarde
- Marcenat
- Marchastel
- Montboudif
- Montgreleix
- Saint-Amandin
- Saint-Bonnet-de-Condat